# Korejovce
Korejovce est un village de Slovaquie situé dans la région de Prešov.

## Histoire
Première mention écrite du village en 1600.

## Démographie

### Évolution de la population
| Année:               | 1994. | 2004. | 2014.    | 2024.    |
| -------------------- | ----- | ----- | -------- | -------- |
| Nombre de personnes: | 66    | 66    | 79       | 69       |
| Différence:          |       | +0 %  | +19,69 % | -12,65 % |

| Année:               | 2023. | 2024.   |
| -------------------- | ----- | ------- |
| Nombre de personnes: | 71    | 69      |
| Différence:          |       | -2,81 % |